# واگرسروت
واگرسروت (به آلمانی: Wagersrott) یک شهر در آلمان است که در اشلسویگ-فلنسبورگ واقع شده‌است. واگرسروت  ۲۳۱ نفر جمعیت دارد.